# 高居金蛛
高居金蛛（学名：Argiope aetherea）为园蛛科金蛛属的动物。分布于安汶、巴布亚新几内亚至所罗门群岛、新赫布底群岛、北澳大利亚、台湾岛以及中国大陆的浙江、四川等地。